# یواس‌اس نیتا (۱۸۵۶)
یواس‌اس نیتا (۱۸۵۶) (به انگلیسی: USS Nita (1856)) یک کشتی بود که طول آن ۱۴۶ فوت (۴۵ متر) بود.